# Andrés Kálnay

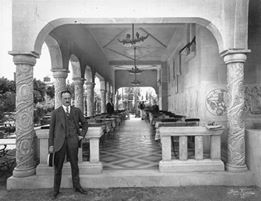
Andrés Kalnay en la Cervecería Munich. (1929)

Andrés Kálnay (nacido András Kálnay en Jasenovac, Croacia, 4 de abril de 1893 - Buenos Aires, Argentina, 28 de diciembre de 1982), arquitecto de origen austrohúngaro (de padres húngaros pero nacido en la actual Croacia) muy influyente en la modernización de la arquitectura argentina, junto con su hermano Jorge Kálnay. Entre sus obras destacadas se encuentran la Cervecería Munich y el edificio del Diario Crítica.

## Vida
Realizó sus estudios en la Real Escuela Estatal Superior Húngara de Arquitectura de Budapest. Participó en la Primera Guerra Mundial, y luego en la República Soviética Húngara de 1918. La situación política y económica posterior forzó a Andrés y a su hermano Jorge (también arquitecto) a trasladarse por Europa hasta el puerto de Nápoles, con destino a los Estados Unidos. Sin embargo, la embarcación en la cual viajaban los depositó en el puerto de San Nicolás de los Arroyos, en Argentina. Desde allí viajaron hacia Buenos Aires, adonde llegaron en marzo de 1920.
Durante el primer año en la ciudad, se desempeñó como dibujante para distintos arquitectos, como Julio Dormal o Lorenzo Siegerist. Finalmente, en 1921 pudo abrir un estudio de arquitectos que llevó el nombre de él y de su hermano Jorge, y que creció rápidamente con una serie de encargos cada vez más importantes.
Con el rápido cambio de mentalidad en la arquitectura, orientada rápidamente hacia el racionalismo en un proceso que abarcó la década de 1930, los proyectos presentados por Kálnay para grandes concurso como el del Edificio Comega (1937), la Bolsa de Cereales de Buenos Aires, el Pabellón Argentino del Sesquicentenario (1960) o el Edificio Peugeot (1962) no recibieron particular atención por parte de los jurados, y el arquitecto fue progresivamente olvidado.
Falleció en 1982 en Buenos Aires. Su hermano Jorge ya había muerto en 1957. 
Su hijo Andrés José Kálnay nació en Buenos Aires, Argentina, el 10/08/1932. Obtuvo la Licenciatura (1958) y el Doctorado (1963) en Ciencias Fisicomatemáticas, en la Universidad de Buenos Aires. Siendo Profesor de la Universidad Nacional de Córdoba, Argentina (1962-1966); su fuerte oposición al golpe militar de 1966 lo forzó a emigrar al Perú. Siendo Profesor de la Universidad Nacional de Ingeniería de Lima fue contratado por la Universidad Central de Venezuela  desde 1969 hasta 1971. Posteriormente es contratado por el Instituto Venezolano de Investigaciones Científicas (IVIC). Falleció en Caracas el 29/04/2002.

## Estilo y obras principales

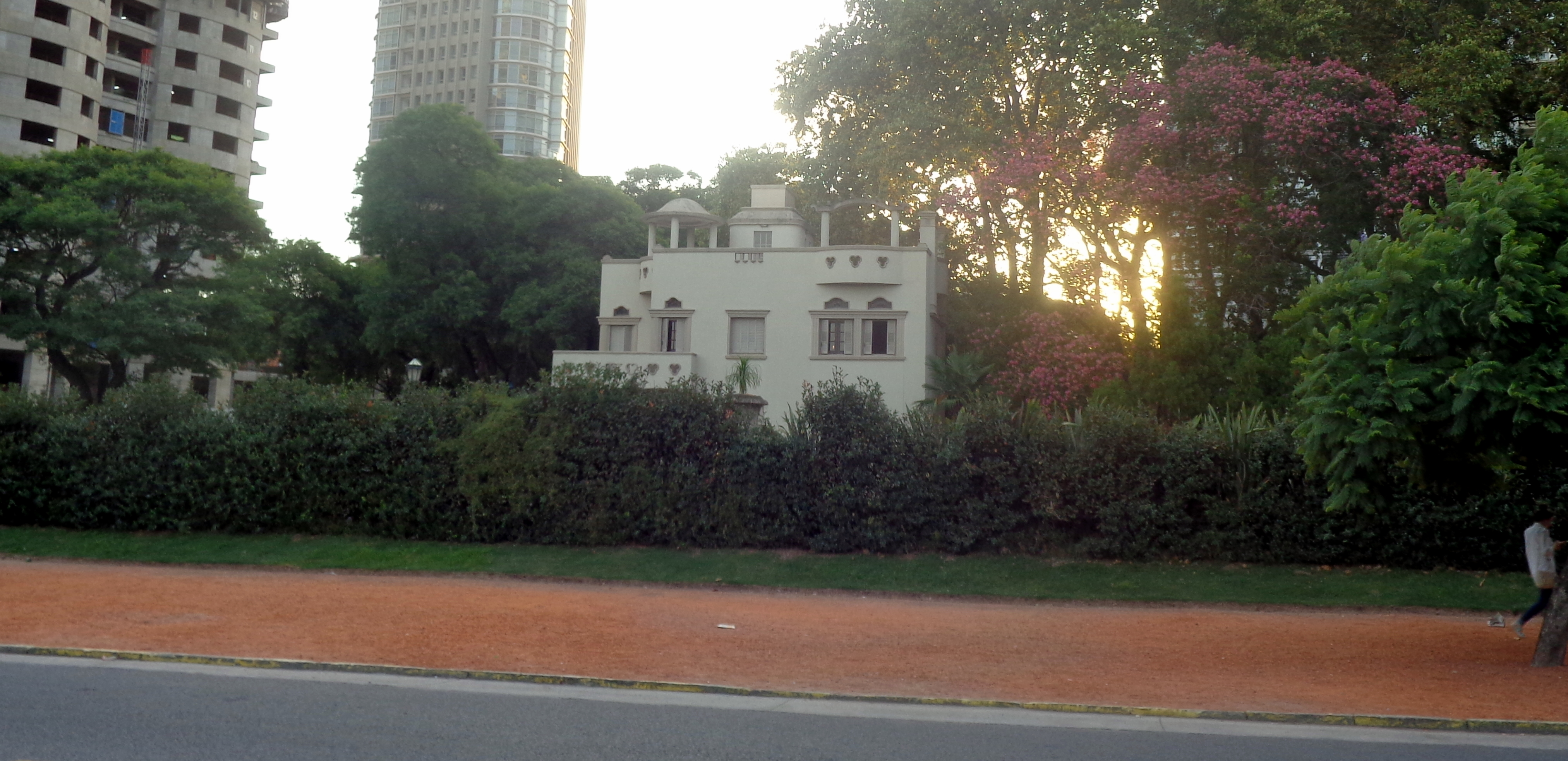
El edificio en Puerto Madero sede del Beit Jabad fue realizado por Andrés Kálnay.

Los diseños clásicos de Kálnay, de notable influencia europea, se caracterizan por un estilo difícil de definir, que toma elementos del pintoresquismo de su tierra natal (como las recurrentes pérgolas), sufriendo luego una transición progresiva al art decó, y terminando en el racionalismo y la modernidad en los cuales no se destacó.
Los Kálnay tuvieron muchas de sus obras ligadas a la Cervecería "Munich", para la cual proyectaron primero su sede en la calle Cangallo (hoy Tte. Gral. Perón) y Avenida Pueyrredón (año 1921, luego totalmente reformada). Más tarde, al separarse de su hermano, realizaron el Gran Cine Florida, en Florida 259. También es llamativo el pintoresco edificio de departamentos con dos cupulines en la esquina, que se encuentra en el cruce de la Avenida Medrano con la calle Lezica (año 1929).
Quizás la obra más recordada y destacada de Andrés Kálnay sea el conjunto de edificios destinados a cervecerías y confiterías en la nueva Costanera Sur, inaugurada en Puerto Madero de a tramos a lo largo de la década de 1920. La más importante de todas fue la sucursal de la Cervecería "Munich" (año 1927), que actualmente funciona como Dirección General de Museos (dependiente de la Secretaría de Cultura del Gobierno de la Ciudad de Buenos Aires); aunque también existieron las cervecerías "Don Juan de Garay" y "Brisas del Plata" (una demolida, la otra fue restaurada luego de largo abandono y actualmente funciona como salón de evento), la confitería "La Perla" (abandonada) y el kiosco "La Alameda" (funciona actualmente un restaurante llamado "Alameda Sur"). Por último, también diseñó el Chalet de la Cruz Roja, que actualmente es sede del Beit Jabad en Puerto Madero.
Otro trabajo de relevancia, proyectado en 1926 junto a su hermano Jorge, fue el de la sede del Diario Crítica en la Avenida de Mayo 1333, un edificio con ya notable estilo art decó, en el cual se destacaron elementos decorativos inspirados en la cultura azteca que fascinaba a Natalio Botana, dueño del periódico. El edificio se inauguró en 1933, y en él funciona en la actualidad una dependencia de la Policía Federal Argentina.
El Edificio Océano, de fuerte estilo racionalista sobrio, fue diseñado para la compañía Bunge y Born y es actual sede del Ministerio de Justicia, Seguridad y Derechos Humanos, fue diseñado en 1931 junto al ingeniero Germán Stein. De 1930 son sus edificios del Club de Regatas y del Club social, ambos en Chascomús, y de esos años es también el Cine-Teatro Suipacha en Buenos Aires, actual Complejo Tita Merello.
Otro edificio relevante de Kálnay es la ex sede del diario Deutsche La Plata Zeitung, en Avenida Corrientes 672, que se caracteriza por los largo pináculos en su remate. También es de su autoría la ex sucursal de la marca de neumáticos Michelin de Ángel Gardella Lda., en Avenida Paseo Colón 1318, donde hasta 2004 funcionó una sede del Ciclo Básico Común para ingresar a la Universidad de Buenos Aires.
Otras obras que aún quedan en pie son: en la Ciudad de Buenos Aires, barrio de Constitución, edificio residencial en la calle Solís 1478 - 1480.  En Olivos, provincia de Buenos Aires, en calle Entre Ríos 1078, una casa rodeada de jardines, y en La Cumbre, provincia de Córdoba, existe un chalet hoy convertido en hotel, remodelado por Kalnay a pedido de Fritz Mandl, un aristócrata austríaco.

## Galería de imágenes

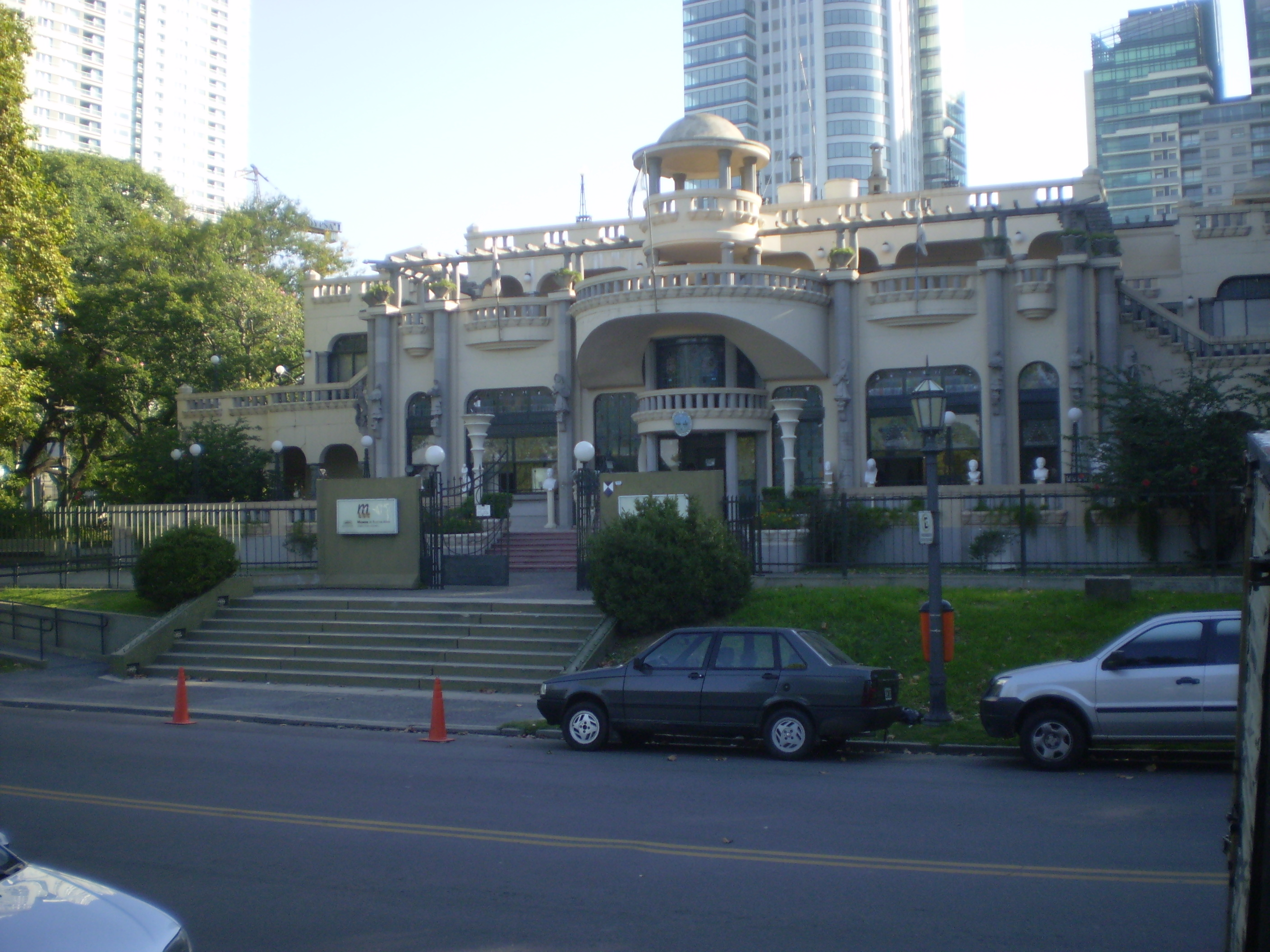
La ex Cervecería "Munich" en Costanera Sur (año 1927)
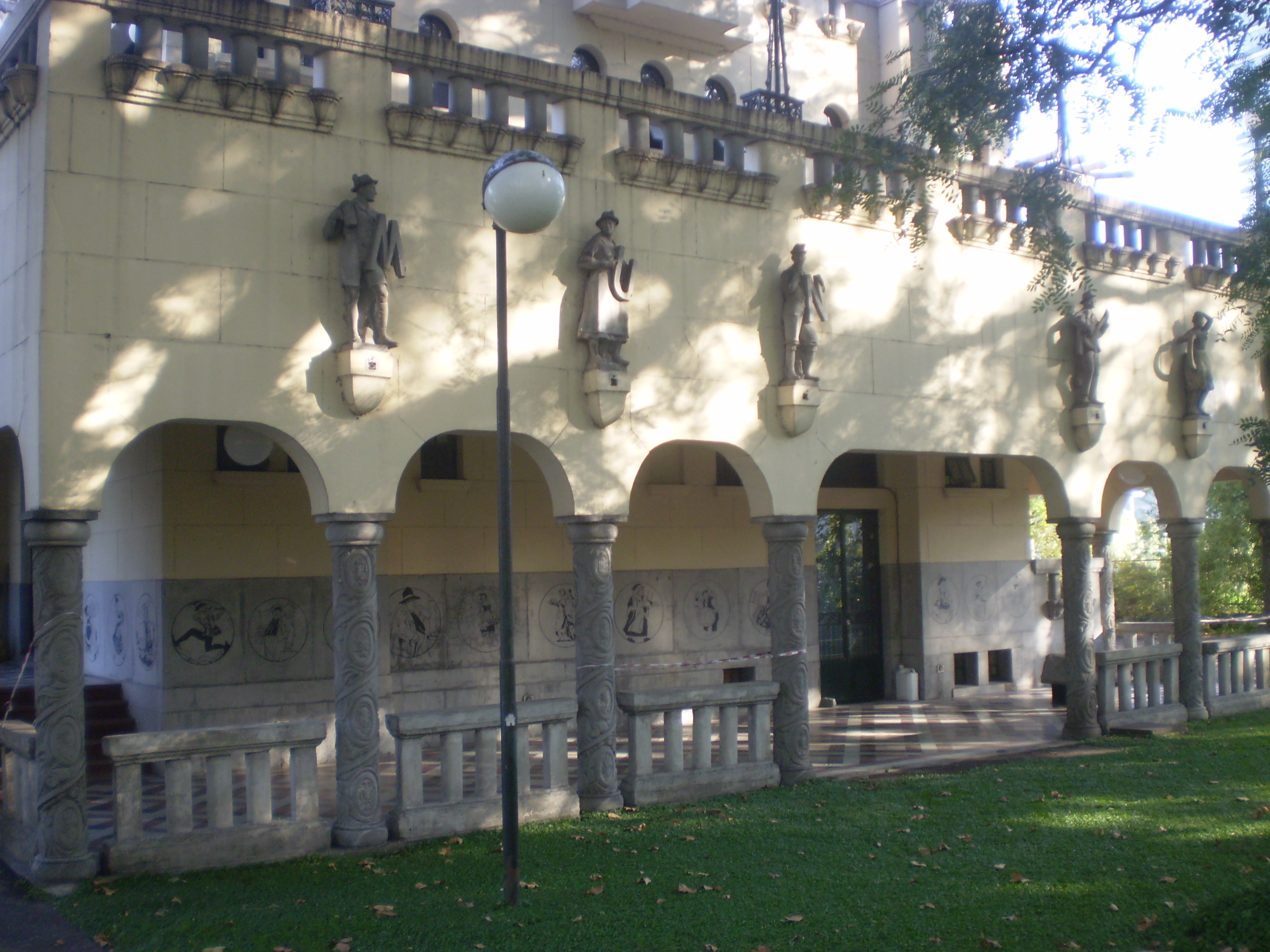
Galería de la "Munich" de Costanera Sur
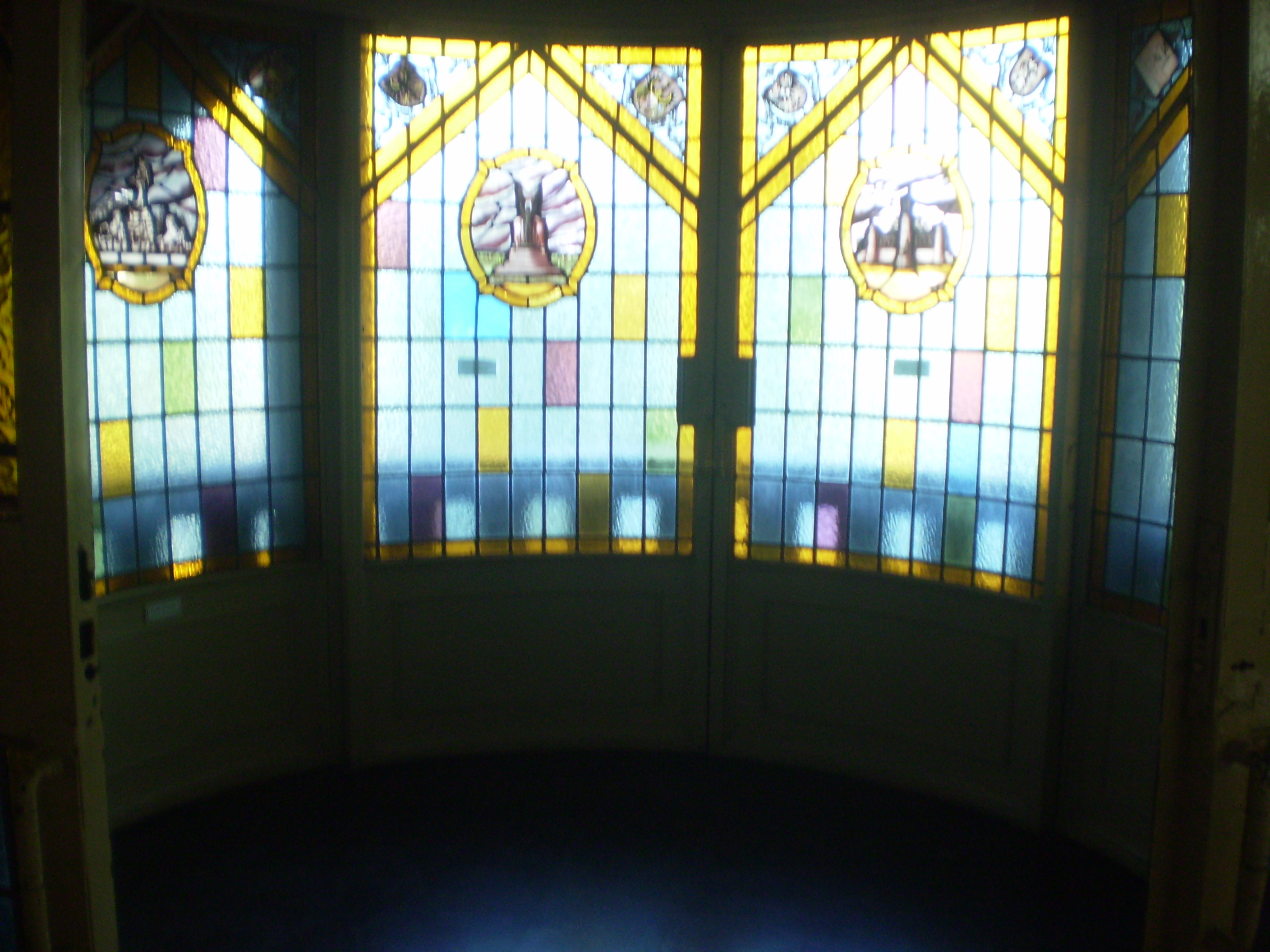
Vitral en la "Munich" de Costanera Sur
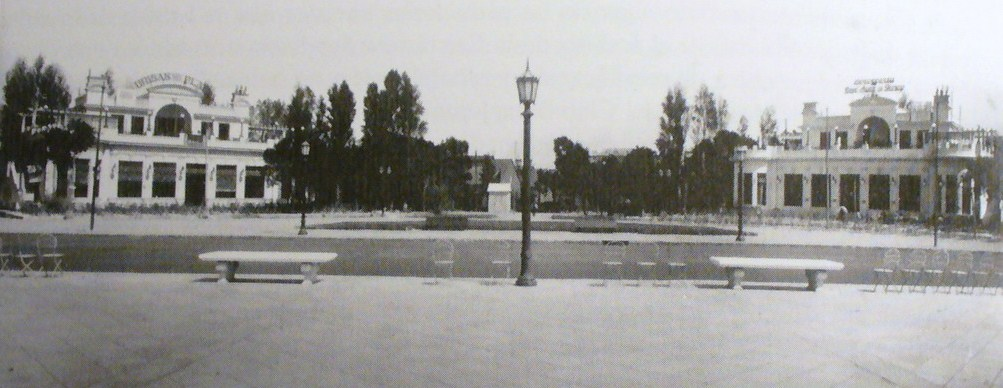
Cervecerías "Brisas del Plata" y "Don Juan de Garay" (demolida) en Costanera Sur (año 1928)
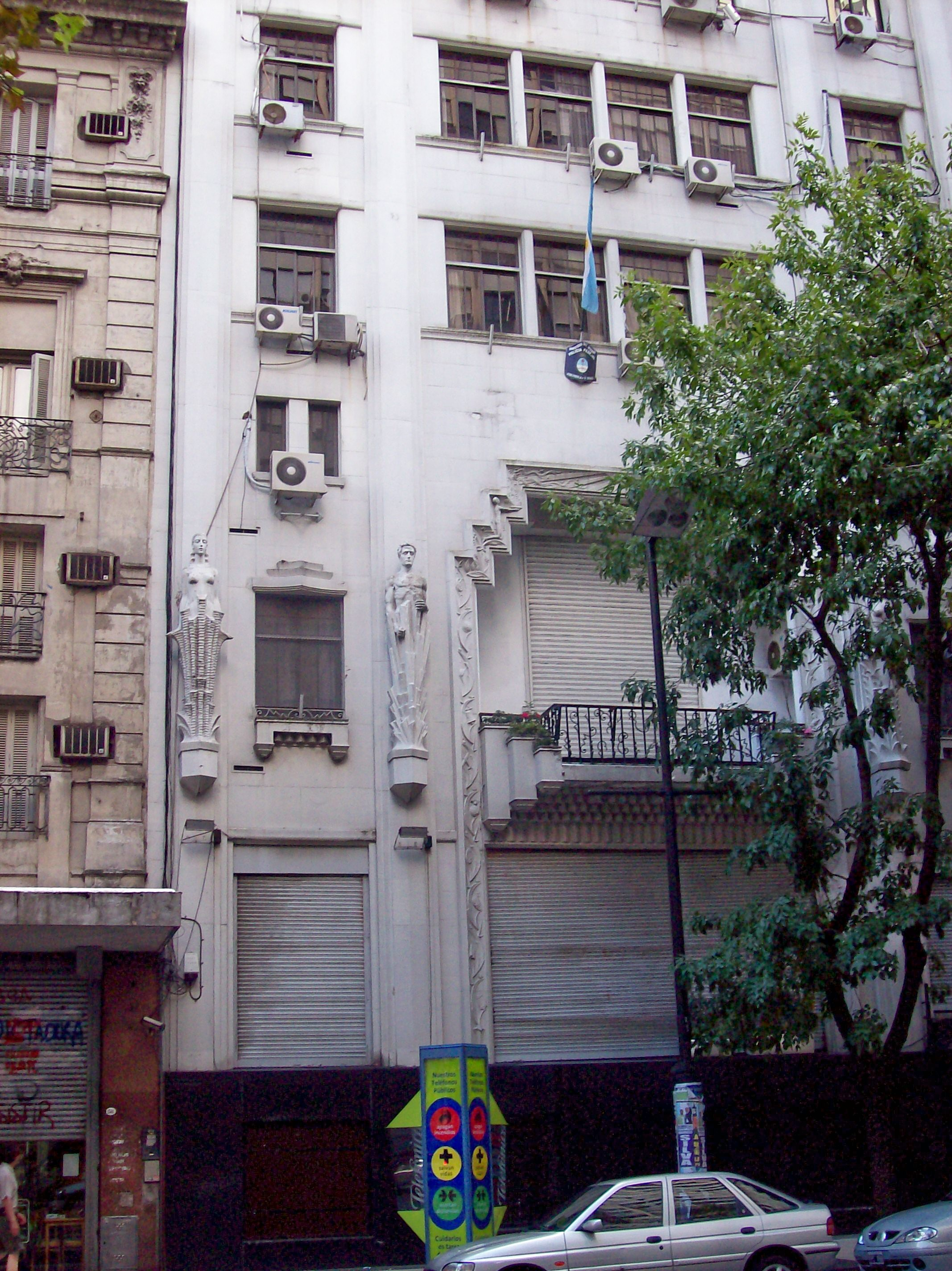
La ex sede del Diario "Crítica" en Av. de Mayo (año 1926)
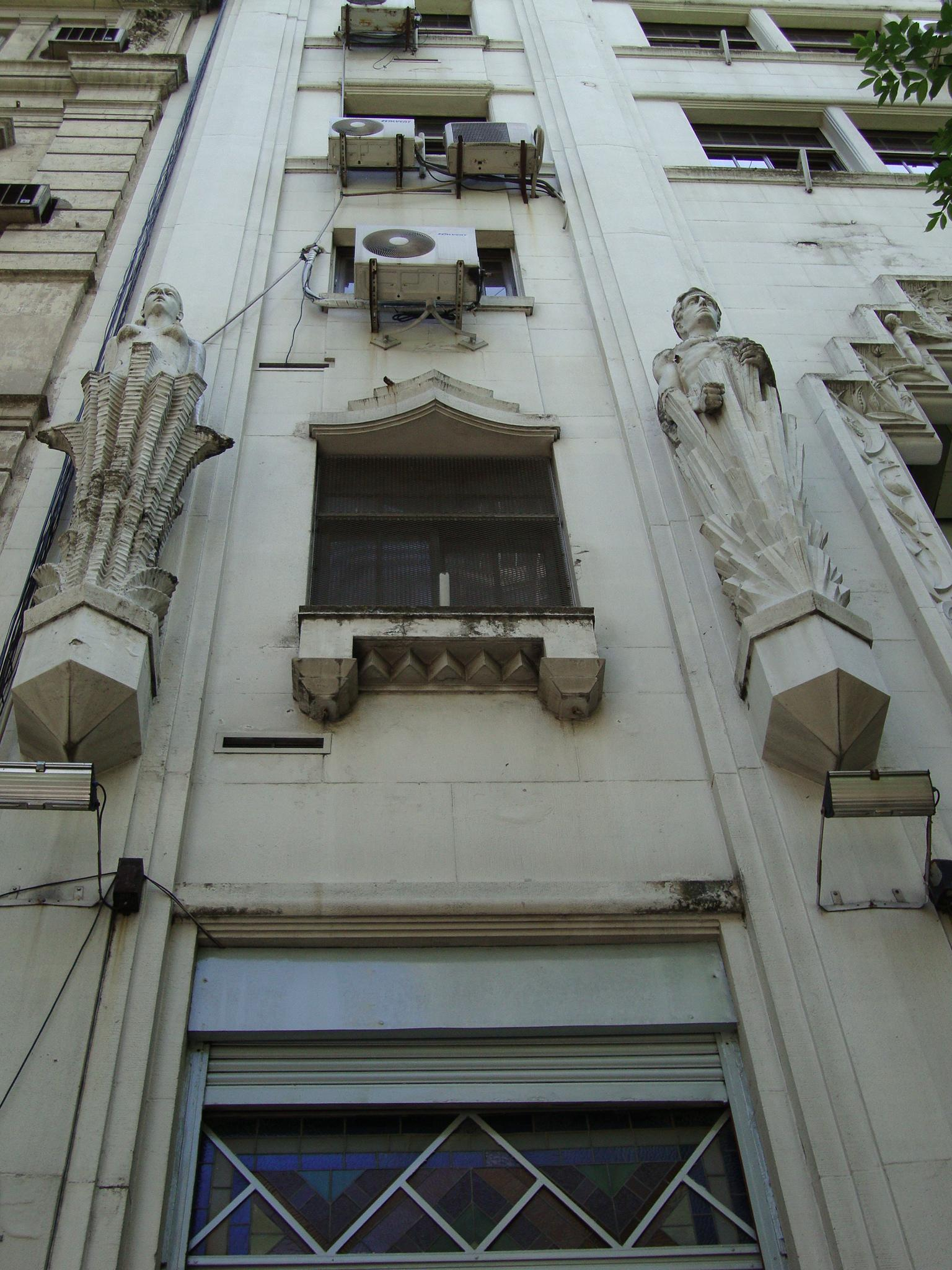
Famosas estatuas art decó de la fachada del "Crítica"
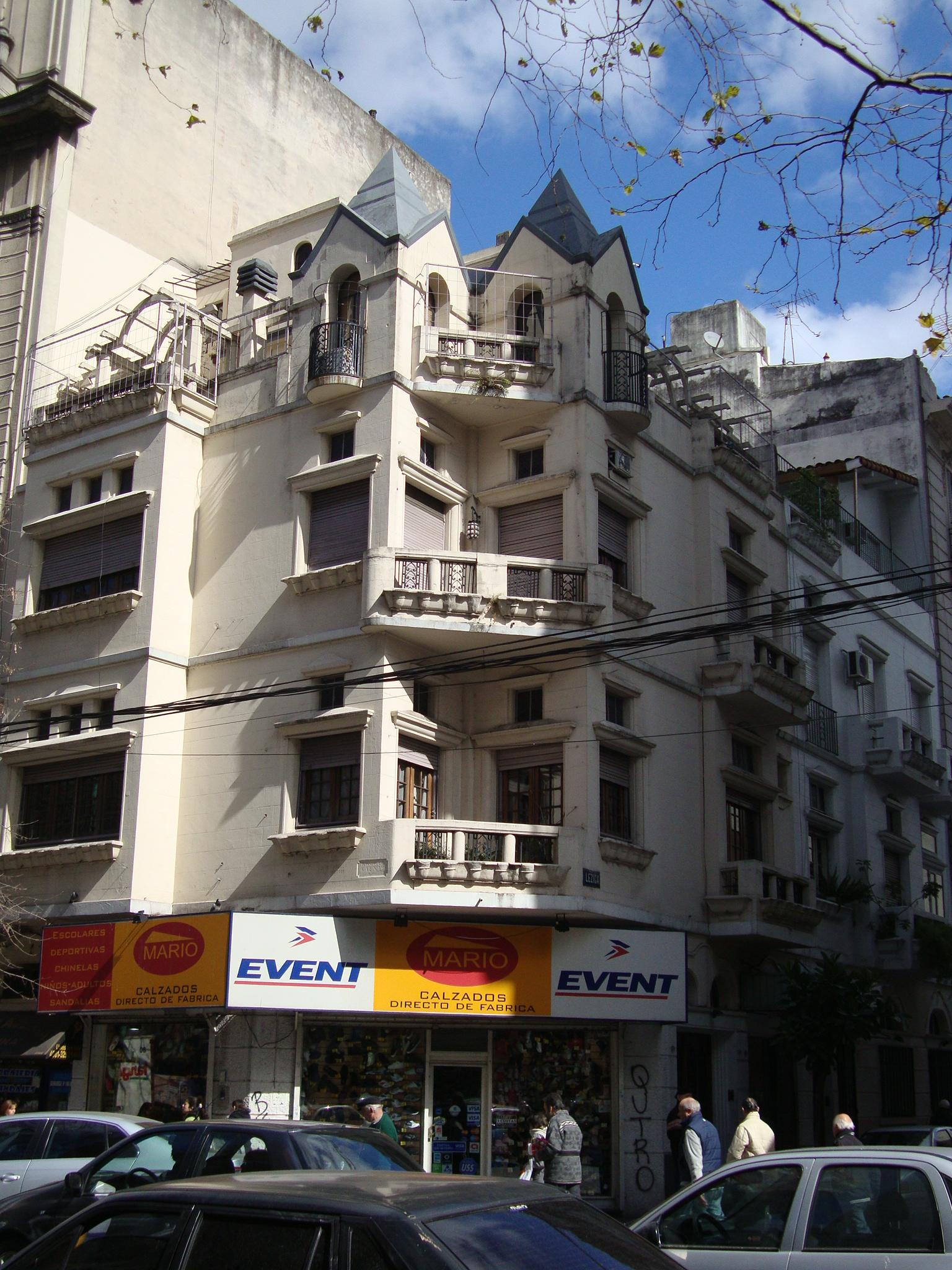
Edificio en Lezica y Av. Medrano (año 1929)
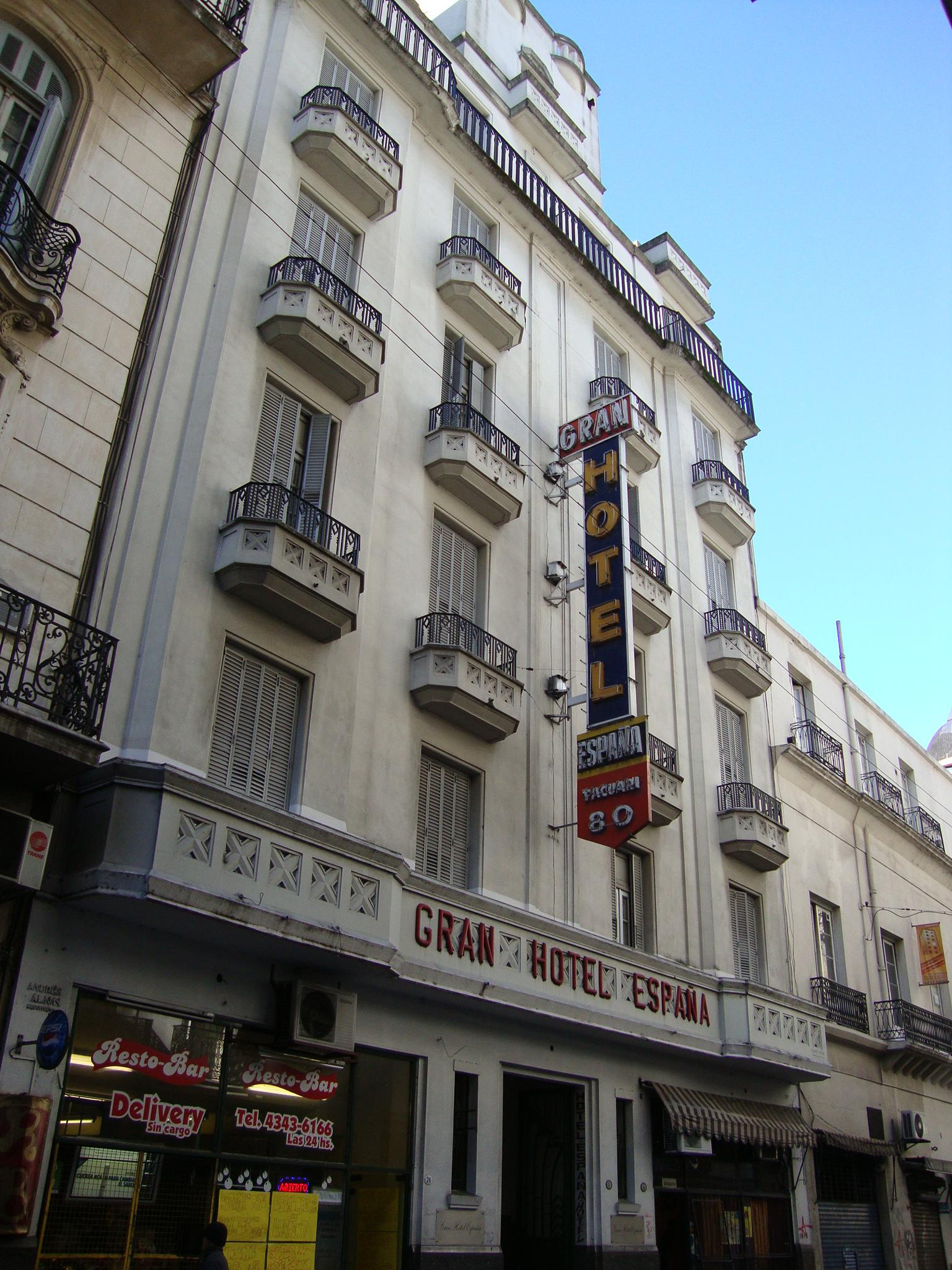
Gran Hotel España (año 1930)